# I'm Gay (I'm Happy)
I'm Gay (I'm Happy) är ett musikalbum av den amerikanska rapparen Lil B. Albumet släpptes digitalt den 29 juni 2011. Albumet var inte särskilt promotat innan dess utgivning. Den 30 juni 2011 erbjöd Lil B albumet för gratis nerladdning via en länk på sin twitter-sida. Albumet nådde plats 56 på Billboards R&B och Hiphop-lista, samt plats 20 på Heatseekers Album-lista, för veckan av 16 juli 2011. Bland de kontroversiella ämnen som Lil B rappar om i albumet, kan fattigdom och rättssystemet, nämnas.

## Kontrovers
Lil B blev kraftigt kritiserad för sitt beslut att döpa albumet till "I'm Gay", han fick till och med dödshot vid ett tillfälle. Många såg namnet som ett publiceringstrick. Dock så har Lil B själv sagt att namnet helt enkelt är en hyllning till HBT-communityn, och att referensen till att "vara gay", inte är menat att tolkas bokstavligt. Lil B menar att det helt enkelt betyder "I'm Happy" ("Jag är glad"). Efter all kontrovers och dödshot, så lade Lil B till "I'm Happy", inom parentes, till titeln.
Det blev vidare kontrovers när Lil B gav ut albumet för gratis nerladdning via en länk på Facebook. Lil B försvarade själv sin handling, via sin Facebook-sida, att han gjorde det "för alla mina fans, som inte har 10 dollar till att köpa albumet, så här är det gratis". 

## Mottagande
I'm Gay (I'm Happy) fick bra mottagande, många av fansen gillade albumets breda variation av "positiva budskap". Dessutom gillade många fans albumets unika beats och rap-stil, som inte är vanlig inom mainstream-hiphop. 

## Track listing
| Nr | Titel                        | Producent(er) | Samplar                                       | Längd |
| -- | ---------------------------- | ------------- | --------------------------------------------- | ----- |
| 1  | Trapped in Prison            |               | "Leaving Shire" av Bo Hansson                 | 4:00  |
| 2  | Open Thunder Eternal Slumber |               | "Catch the Breeze" av Slowdive                | 2:47  |
| 3  | Game                         | BigBoyTraks   |                                               | 3:43  |
| 4  | Unchain Me                   | Clams Casino  | "Cry Little Sister" av Gerard McMann          | 3:54  |
| 5  | Neva Stop Me                 | Talen Ted     | "Quasimodo's Marriage" av Alec R. Costandinos | 2:36  |
| 6  | Gon Be Okay                  |               | "One Summer's Day" av Joe Hisaishi            | 2:23  |
| 7  | The Wilderness               | Rick Flame    | "Futari Dake No Ceremony" av Yukiko Okada     | 3:29  |
| 8  | I Hate Myself                | Keyboard Kid  | "Iris" av Goo Goo Dolls                       | 5:45  |
| 9  | Get It While It's Good       | Talen Ted     |                                               | 3:36  |
| 10 | I Seen That Light            | BigBoyTraks   | "Lost in Time" av Eric Benet                  | 4:02  |
| 11 | My Last Chance               | BigBoyTraks   | "Still Waiting" av Johnny Gill                | 4:04  |
| 12 | One Time (Remix)             | Clams Casino  |                                               | 4:00  |